# カール・パーマー
カール・パーマー（Carl Palmer、1950年3月20日 - ）は、イングランド出身のロック・ミュージシャン、ドラマー。
主にプログレッシブ・ロックの分野で活動し、「エマーソン・レイク・アンド・パーマー」と「エイジア」で世界的な成功を収めた。また「カール・パーマー・バンド」を率いて活動した。
ローリング・ストーン誌選出「歴史上最も偉大な100人のドラマー」第10位。

## 略歴

### 生い立ちと黎明期
バーミンガムのハンズワース生まれ。12歳でドラムスをはじめ、13歳の頃には同じ学校に通っていたスティーヴ・ウィンウッドとバンドを組んだ。その後、バディ・リッチやグレン・ミラーなどのアルバムを聴きながらレッスンを続け、ダンス・バンドでプロ活動を開始した。
15歳でブルースロック・バンド「ザ・キング・ビーズ」（The King Bees）に加入。彼等は1966年に「ザ・クレイグ」（The Craig）と改名してフォンタナ・レコードからシングルを発表し、テレビ出演の機会も得た。
1967年2月、「クリス・ファーロウ&ザ・サンダーバーズ」に加入して、デイヴ・グリーンスレイドやアルバート・リーと共に活動した。彼は1968年5月まで在籍して、シングル2作の制作に参加した。
1968年夏、サイケデリック・ロックバンド「クレイジー・ワールド・オブ・アーサー・ブラウン」に加入。
1969年、「クレイジー・ワールド・オブ・アーサー・ブラウン」のアメリカ・ツアー中トラブルになり、ヴィンセント・クレイン（キーボード）と共に脱退。2人はニック・グラハム（ベース、フルード）と「アトミック・ルースター」を結成した。翌1970年、「B&Cレコード」と契約し、3月にアルバム『アトミック・ルースター・ファースト・アルバム』をリリース。

### 1970年代
1970年4月、トニー・ストラットン・スミスから電話を受け、スミスがマネージメントしていたザ・ナイスのキース・エマーソンが結成する新しいバンドに誘われたが断った。約一か月後、今度はグレッグ・レイクのマネージメントから再考を促され、エマーソンとレイクに会ってアトミック・ルースターから脱退することを決意。3人で「エマーソン・レイク・アンド・パーマー」（ELP）を結成。ELPの知名度が世界的に上昇すると、彼も高い人気と評価を獲得した。
ELPは3年間の休止期を挟んで、1979年まで活動した。

### 1980年代

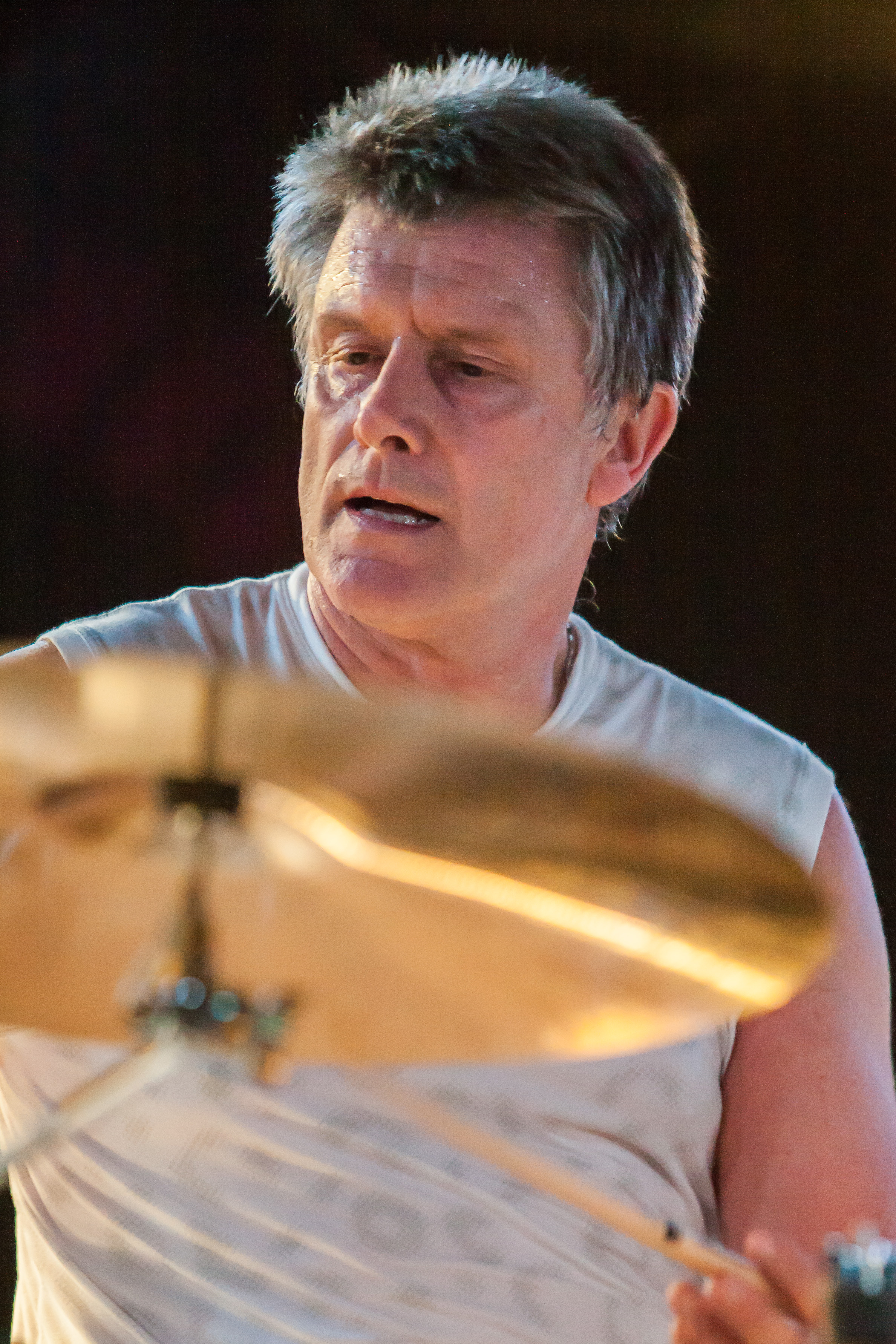
2010年

1980年、「PM」を結成して、アルバム『1:PM』を発表。
1982年、スーパーグループ「エイジア」を結成。ファースト・アルバム『詠時感〜時へのロマン』が商業的な大成功を収めた。
1985年にELPの再結成が企画されたが、エイジアのメンバーとして活動中だったために参加を断った。
1986年、エイジア解散。1988年にELPの再結成が再び企画されたので参加したが、レイクが不参加を表明したので、エマーソン、ロバート・ベリーとトリオ「3」を結成し、短期間活動した。

### 1990年代 - 現在
1992年、ELPの再結成が実現。2枚のスタジオ・アルバム、ライブ・アルバムやライブDVDを発表するなど断続的に活動した。パーマーは2010年7月のロンドンのハイ・ボルテージ・フェスティバルでのライブがELPとしての最後の活動だと語っていた。
「エイジア」をオリジナル・メンバーで再結成して活動した。
2016年、エマーソンとレイクが相次いで死去。2017年、2人を追悼して、ソロ・バンド「Carl Palmer’s ELP LEGACY」を率いてワールド・ツアーを行った。
トリオ「カール・パーマー・バンド」を率いるほか、ドラムクリニックを企画したり多方面で活動している。

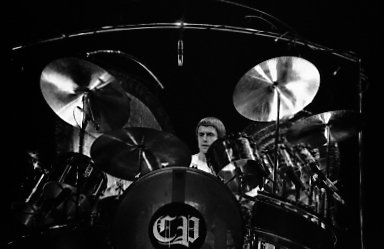
ELP時代 (1978年)
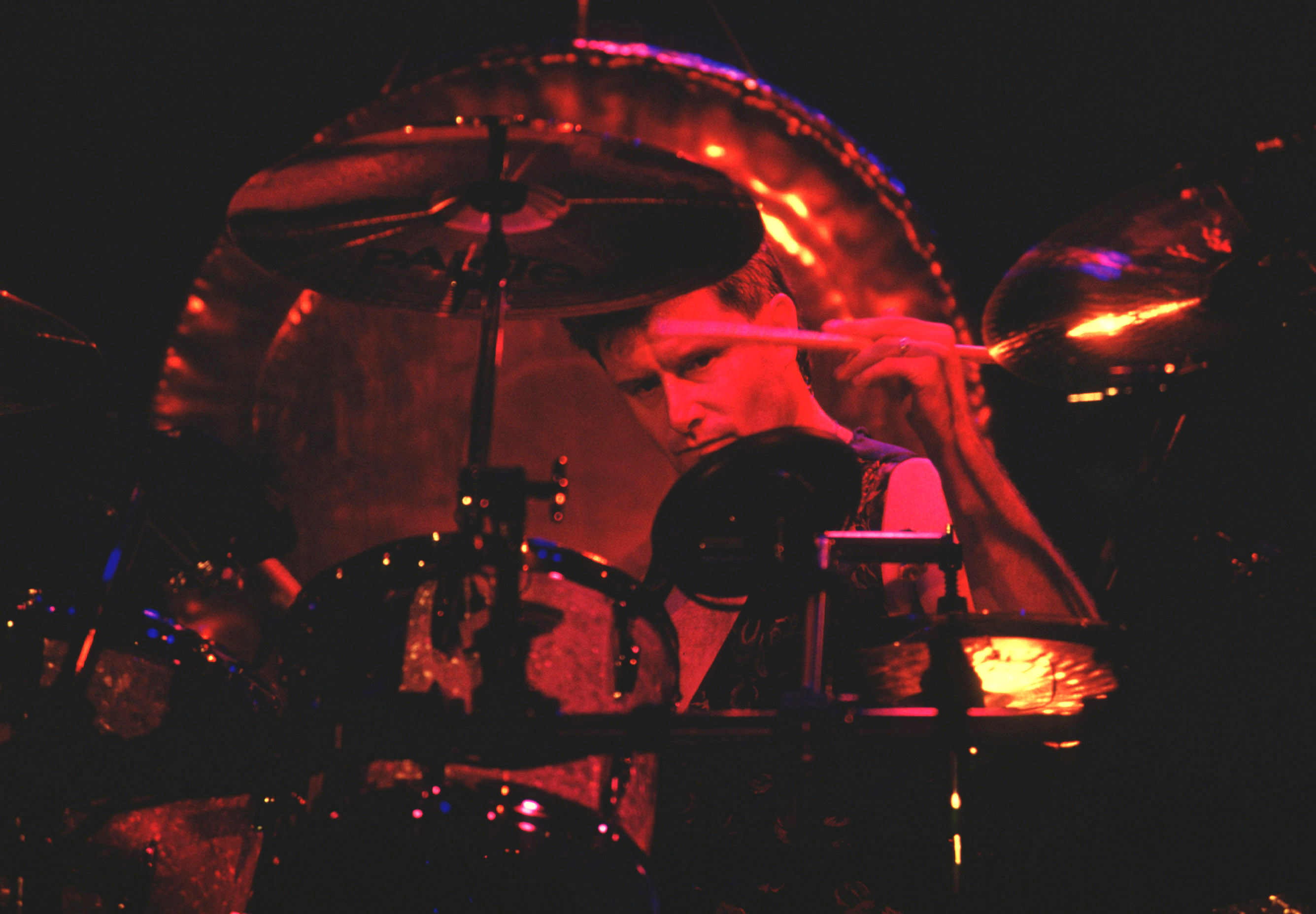
ELP再結成時代 (1992年)
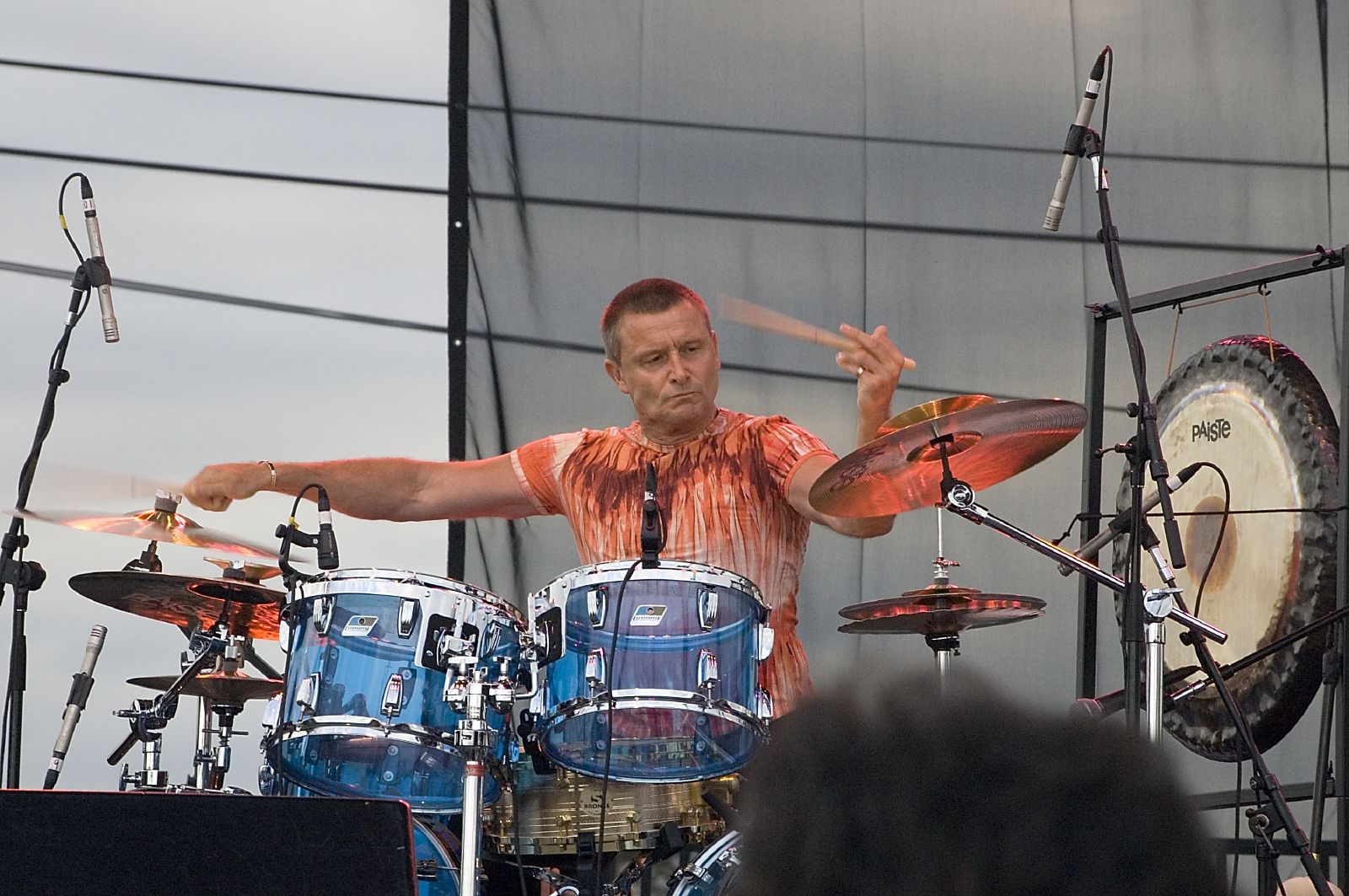
エイジア時代 (2006年)
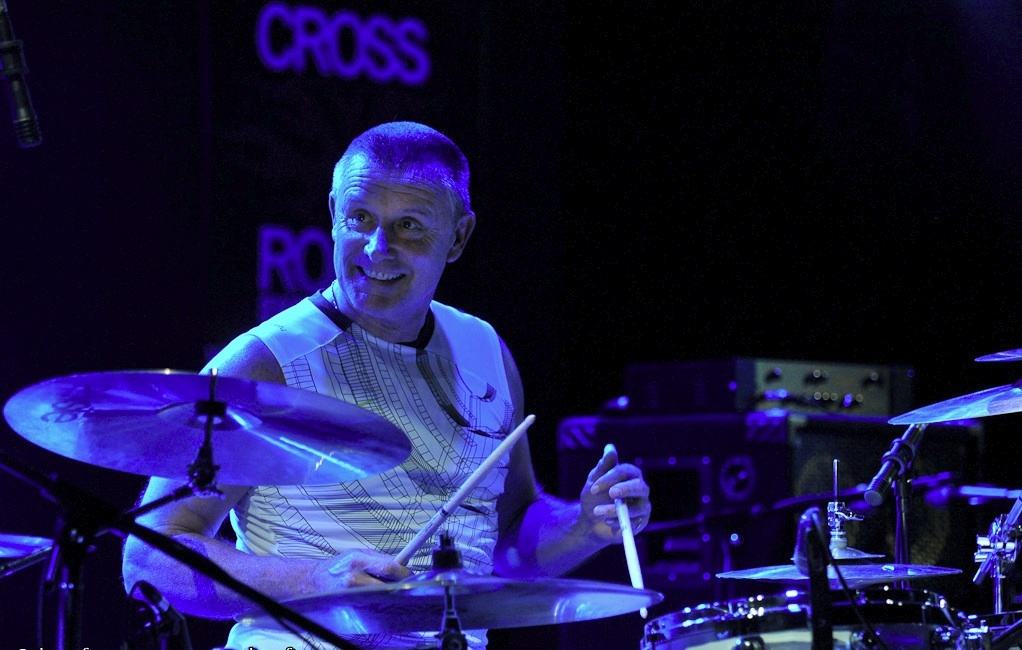
カール・パーマー・バンド時代 (2009年)

## 音楽性
自らを「クラシックの教育を受けているけど、根本的にはロックのドラマー」と評する。クラシック音楽での打楽器の解釈・モダン・ジャズの奏法・独特のフィルセンスによるロック奏法といった、独自の奏法とグルーヴ感を有する。そのいずれもがミックスされたEL&Pにおいては、様々なレパートリーでエマーソンの奔放さとレイクのリリシズムの双方に巧みに合わせたプレイを残している。時にライブで「走る」ほど前のめりでアグレッシヴなプレイは、参加したバンドの音楽性にハード・ロック的ですらある跳ねるような躍動感をもたらした。スティックの握り方はほとんどの曲においてレギュラーグリップである。
近年は『ラディック』製のビスタライトを使用している。かつてはスリンガーランド、1980年代はREMOを使用していたが、エイジアのオリジナル・メンバーでの再結成後にラディックに戻った。シンバルはパイステを使用。

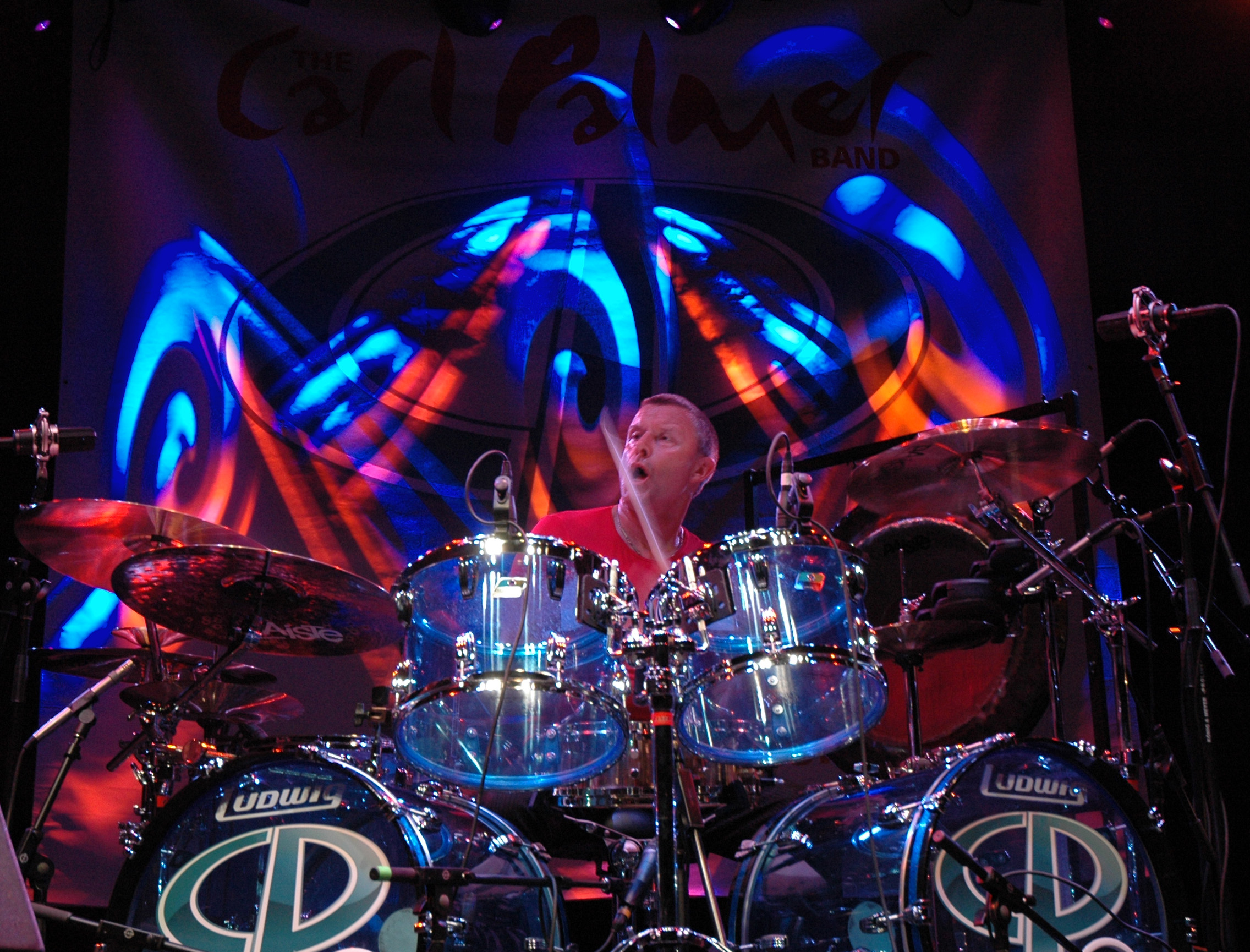
『ラディック』製カール・パーマー・バンド仕様 (2006年)
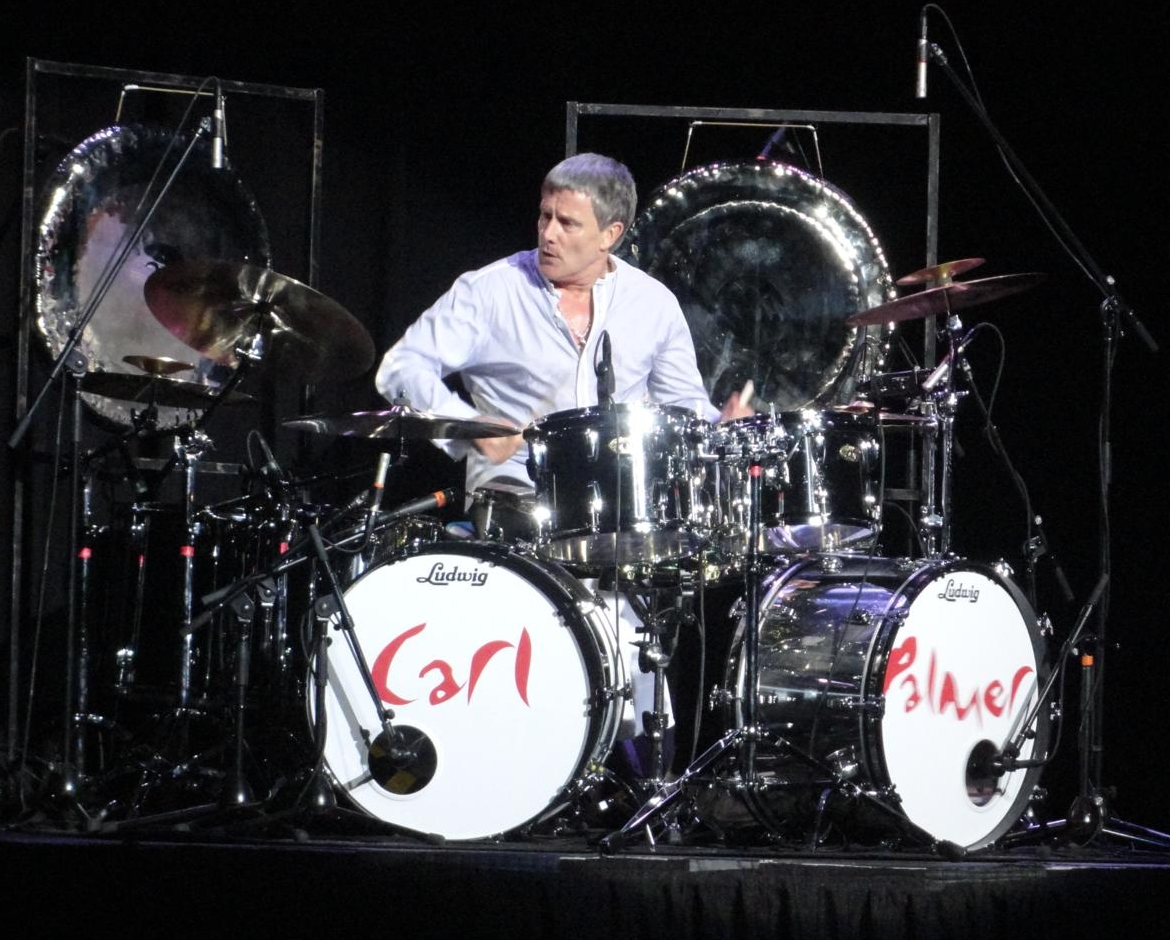
『ラディック』製エイジア仕様 (2012年)

## ディスコグラフィ

### ソロ・アルバム
- 『PM』 - 1:PM (1980年) ※PM名義で発表
- Anthology: Do Ya Wanna Play, Carl? (2001年) ※パーマーが参加したバンドの曲を集めたベストアルバム
- 『ワーキング・ライヴ Vol.1』 - Working Live – Volume 1 (2003年) ※ライブ
- 『ワーキング・ライヴ Vol.2』 - Working Live – Volume 2 (2004年) ※ライブ
- 『ライヴ・イン・ヨーロッパ』 - In Concert: Carl Palmer plays the Music of ELP (2006年) ※ライブDVD
- 『ワーキング・ライヴ Vol.3』 - Working Live – Volume 3 (2010年) ※ライブ

### アトミック・ルースター
- 『アトミック・ルースター・ファースト・アルバム』 - Atomic Roooster (1970年)
- Devil's Answer (1998年) ※1970年–1981年のBBCラジオ・セッション
- 『ライヴ・アンド・ロウ 70/71』 - Live and Raw 70/71 (2000年)

### 3
- 3 : 『スリー・トゥ・ザ・パワー』 - To the Power of Three (1988年)

### その他の参加アルバム
- マイク・オールドフィールド : 『ファイヴ・マイルズ・アウト』 - Five Miles Out (1982年)
- クァンゴ : 『ライヴ・イン・ザ・フッド』 - Live in the Hood (2000年) ※ジョン・ウェットンらと短期間活動したバンドのライブ